# Équipage de gloire
Pour plus de détails, voir Fiche technique et Distribution.
Équipage de gloire (D III 88) est un film allemand réalisé par Herbert Maisch sorti en 1939.
D III 88 est un film de propagande nazie. Le titre fait référence au D pour Deutschland, III pour le Troisième Reich et 88 est le code correspondant à l’abréviation HH  (le H est la huitième lettre de l’alphabet latin), signifiant Heil Hitler.
Les films peuvent être visionnés dans les salles de la Fondation à des fins scientifiques.

## Synopsis
Bonicke doit quitter son service à la base aérienne après une blessure.
Après une dispute entre les deux caporaux Fritz et Robert, Fritz persuade son camarade Robert d'effectuer une manœuvre de vol dangereuse, qui conduit à un atterrissage d'urgence. Mithoff impose une interdiction de vol aux deux. Cependant, Bonicke s'assure que les deux sont autorisés à voler à nouveau. Fritz et Robert font un autre atterrissage d'urgence au-dessus de la mer du Nord. Bonicke cherche les deux aviateurs avec sa vieille machine, un Fokker Dr.I avec le numéro d'immatriculation D III 88, et parvient à guider un navire sur les lieux de l'accident, mais il est victime d'une crise cardiaque et tombe à la mer avec sa machine.

## Fiche technique
- Titre original : D III 88
- Titre français : Équipage de gloire[2]
- Réalisation : Herbert Maisch assisté de Wolf-Dietrich Friese
- Scénario : Hans Bertram, Wolf Neumeister (de)
- Musique : Robert Küssel (de)
- Direction artistique : Bruno Lutz (de), Otto Moldenhauer (de)
- Photographie : Georg Krause, Heinz von Jaworsky (de)
- Son : Erich Lange
- Montage : Carl Otto Bartning
- Production : Fred Lyssa (de)
- Sociétés de production : Tobis-Tonbild-Syndikat
- Sociétés de distribution : Tobis-Tonbild-Syndikat
- Pays d'origine :  Reich allemand
- Langue : allemand
- Format : Noir et blanc - 1,37:1 - Mono - 35 mm
- Genre : Guerre
- Durée : 110 minutes
- Dates de sortie :
  -  Reich allemand : 26 octobre 1939.
  -  Danemark : 19 décembre 1939.
  -  États-Unis : 16 février 1940.
  -  Royaume de Hongrie : 29 mai 1940.
  -  Finlande : 11 mai 1941.
  -  Suède : 20 décembre 1941.
  -  Estado Novo (Portugal) : 21 septembre 1942.

## Distribution
- Otto Wernicke : Oberwerkmeister Bonicke
- Heinz Welzel : Obergefreiter Fritz Paulsen
- Hermann Braun : Obergefreiter Robert Eckhard
- Christian Kayßler : Oberstleutnant Mithoff
- Karl Martell : Leutnant Ludwig Becker
- Heinz Engelmann (de) : Leutnant Frank
- Paul Bildt : Le médecin de l'escadron de vol
- Carsta Löck : Lina
- Adolf Fischer : Gefreiter Zeissler
- Horst Birr (de) : Monteur Hasinger
- Paul Otto : Le général
- Hans Bernuth : Un aviateur
- Ernst Dernburg : L'amiral
- Erich Dunskus : Le paysan après l'atterrissage d'urgence
- Ilse Fürstenberg : La paysanne après l'atterrissage d'urgence
- Malte Jäger : Le premier radiotélégraphiste
- Ferry Reich : Le deuxième radiotélégraphiste
- Josef Kamper : Le fermier
- Hilde Land : La cantinière
- Hans Meyer-Hanno : Le cantinier
- Egon Vogel (de) : L'infirmier militaire
- Eduard von Winterstein : Le médecin rural
- Günther Markert : Un officier de marine
- Wolfgang Staudte : Un officier de marine
- Walter Gross : Un radiotélégraphiste
- Theo Brandt : Un officier de l'aviation

## Histoire
Le film glorifie « l'esprit de première ligne » de la Première Guerre mondiale, qui est martelé dans les soldats de la nouvelle Luftwaffe. La perspective des soldats de première ligne de la Première Guerre mondiale est également utilisée, typique du cinéma nazi, contre la révolution de novembre et, ce faisant, la Dolchstoßlegende.
Le film Kampfgeschwader Lützow, sorti en 1941, en partie avec la même distribution, est considéré comme une suite du film.

## Article annexe
- Liste des longs métrages allemands créés sous le nazisme